# Antti Hackzell
Antti Verner Hackzell (20 tháng 9 năm 1881 – 14 tháng 1 năm 1946) là chính trị gia Phần Lan thuộc Đảng Liên minh Dân tộc và Thủ tướng Phần Lan năm 1944.